# Мигас, Дмитрий Валерьевич
Дмитрий Валерьевич Мигас (бел. Дзмітрый Валер’евіч Мігас; род. 25 февраля 1980, Бобруйск, Могилёвская область) — белорусский футболист, полузащитник, футбольный тренер. Начальник отдела детско-юношеского футбола в бобруйской «Белшине».

## Карьера
Воспитанник бобруйской ДЮСШ №5. Позже занимался футболистом в структуре могилёвского училища олимпийского резерва. В 1997 году стал выступать за клуб «Химволокно-Днепр-2», также привлекаясь к играм основной команды могилёвского «Днепра». В начале 1998 года футболист перебрался в бобруйскую «Белшину». В бобруйском клубе футболист стал одним из ключевых игроков клуба. В мае 1999 года стал обладателем Кубка Белоруссии. В августе 1999 года футболист вместе с бобруйским клубом принимал участие в квалификации Кубка УЕФА, где уступил киприотскому клубу «Омония».
В начале 2000 года футболист перешёл в «Молодечно-2000», вместе с которым по итогу своего дебютного сезона стал победителем Первой Лиги. В июле 2002 года перешёл в минское «Торпедо-МАЗ». В январе 2003 года футболист вернулся в бобруйскую «Белшину», где пробыл сезон и затем стал игроком могилёвского клуба «Днепр-Трансмаш». В 2005 году стал игроком светлогорского «Химика», за который впоследствии выступал до конца 2007 года. В 2008 году снова стал игроком бобруйской «Белшины». В сезоне 2010 года защищал цвета «Осиповичей». По окончании сезона завершил профессиональную карьеру футболиста.

## Тренерская карьера
В 2011 году футболист присоединился к тренерскому штабу бобруйского клуба «Белшина», также став тренером юношеских команд в клубе. В мае 2020 года стал исполняющим обязанности главного тренера, однако быстро вернулся к роли ассистента. В июле 2020 года снова стал исполняющим обязанности. В начале 2021 года специалист снова вернулся к должности ассистента главного тренера. В январе 2022 года стал начальником отдела детско-юношеского футбола в бобруйской «Белшине».

## Достижения
«Белшина»
- Обладатель Кубка Белоруссии — 1998/1999

 «Молодечно-2000»
- Победитель Первой Лиги — 2000